# Rysy
Rysy je hora v Tatrách, ležící na slovensko-polské státní hranici. Hora má tři vrcholy, dva leží na Slovensku a jeden v Polsku. Nadmořská výška středního a nejvyššího je 2501 m, leží na Slovensku. Severozápadní vrchol je nejvyšší horou celého Polska, udává se u něj nadmořská výška 2499 či 2500 m. Nejnižší je jihovýchodní vrchol ležící na Slovensku, s nadmořskou výškou 2473 m. Severozápadní vrchol zároveň slouží od roku 2000 jako hraniční přechod pro pěší, ovšem jen v letním období.

## Pojmenování
Název Rysy (shodný ve slovenštině i v polštině) pochází z goralského slova pro čáry, rýhy a štěrbiny ve skále. Tyto rysy jsou skupina roklí (žlabů) západně od vrcholu Rysů na tzv. Žabím hřebeni. Název tedy nepochází ze jména kočkovité šelmy zvané rys, ale spíše etymologicky souvisí s rýsováním.

## Známé výstupy
První známý výstup na Rysy uskutečnil 20. července 1840 Eduard Blásy s průvodcem Jánem Rumanem starším. První zimní výstup absolvovali Theodor Wundt a průvodce Jakob Horvay 10. dubna 1884.
V roce 1899 navštívili Rysy manželé Marie Curie-Skłodowská a Pierre Curie a v roce 1913 Vladimír Iljič Lenin, na jehož počest se kdysi konaly masové výstupy na Rysy.
V první polovině září 2023 polský sportovec a sběratel rekordů Wojciech Sobierajski vynesl na vrchol kámen vážící 50 kilogramů, jímž chtěl dosáhnout, aby nejvyšší bod Polska dosáhl výšky 2500 metrů nad mořem a svůj výkon zveřejnil na sociálních sítích. Vyvolal tím nelibost správy národního parku, jejíž pracovnice zmínila možné ohrožení pachatele i dalších turistů a sdělila, že záležitost řeší správa parku se snahou zjistit, zda nebylo porušeno nějaké ustanovení zákona o ochraně přírody. Vynášení kamenů na horu za účelem dosažení kulaté nadmořské výšky již dříve udělal happening Adam Rzepecki, člen uměleckého uskupení Lodž Kaliska.

## Chata pod Rysy
Na úbočí Rysů se na slovenské straně v nadmořské výšce 2250 metrů nachází známá Chata pod Rysy (slovensky Chata pod Rysmi, polsky Chata pod Rysami), nejvýše položená horská chata na Slovensku. Chata byla postavena v roce 1932 jako přízemní objekt, v roce 1977 byla zvýšena o jedno patro. Chata je v provozu pouze v letní sezóně (od 15.6. do 31.10.) Nabízí občerstvení a nouzové ubytování pro 14 lidí. Vzhledem k nebezpečí sněhových i kamenných lavin se uvažuje již několik let o přesunutí chaty do výše položeného místa, zatím však není pro přesun dostatek finančních prostředků.

## Doliny a plesa
Jihozápadní stěna Rysů spadá do Mengusovské doliny, kde se v Žabí dolině nachází 3 malá karovo-morénová jezera nazývaná Žabie plesá Mengusovské (Velké, Malé a Vyšné). Severozápadní stěna spadá jediná do Polska, kde se v Dolině Rybiego potoku nachází velká jezera Morskie oko a Czarny Staw pod Rysami. Východní stěna, kterou jedinou nevede značená turistická cesta, spadá do Ťažké doliny, kde se nacházejí Ťažké a Zmrzlé pleso.

## Přístup
Přístup je možný pouze v letním období od 16. června do 31. října. Střední vrchol je nejvyšším v Tatrách, který je volně přístupný bez horského vůdce. Výstup je možný od rozcestí nad Popradským plesem:
- po  modré turistické značce Mengusovskou dolinou k rozcestí nad Žabím potokem (0:30) a dále
  - po  červené turistické značce (2:50), která pokračuje dále do Polska.

K rozcestí nad Popradským plesem je možné se dostat od:
- Popradského plesa po  červené turistické značce (0:05),
- Štrbského plesa po  červené turistické značce (1:40),
- železniční zastávky Popradské Pleso po  modré turistické značce k rozcestí nad Popradským plesem (1:20).

Sestup na Popradské pleso trvá 2:30.
Z Polska je možný výstup od Morskieho oka kolem Czarneho stawu pod Rysami, výstup s ohledem na značné převýšení trvá 4 hodiny, sestup k Morskiemu oku 3:30.

## Galerie

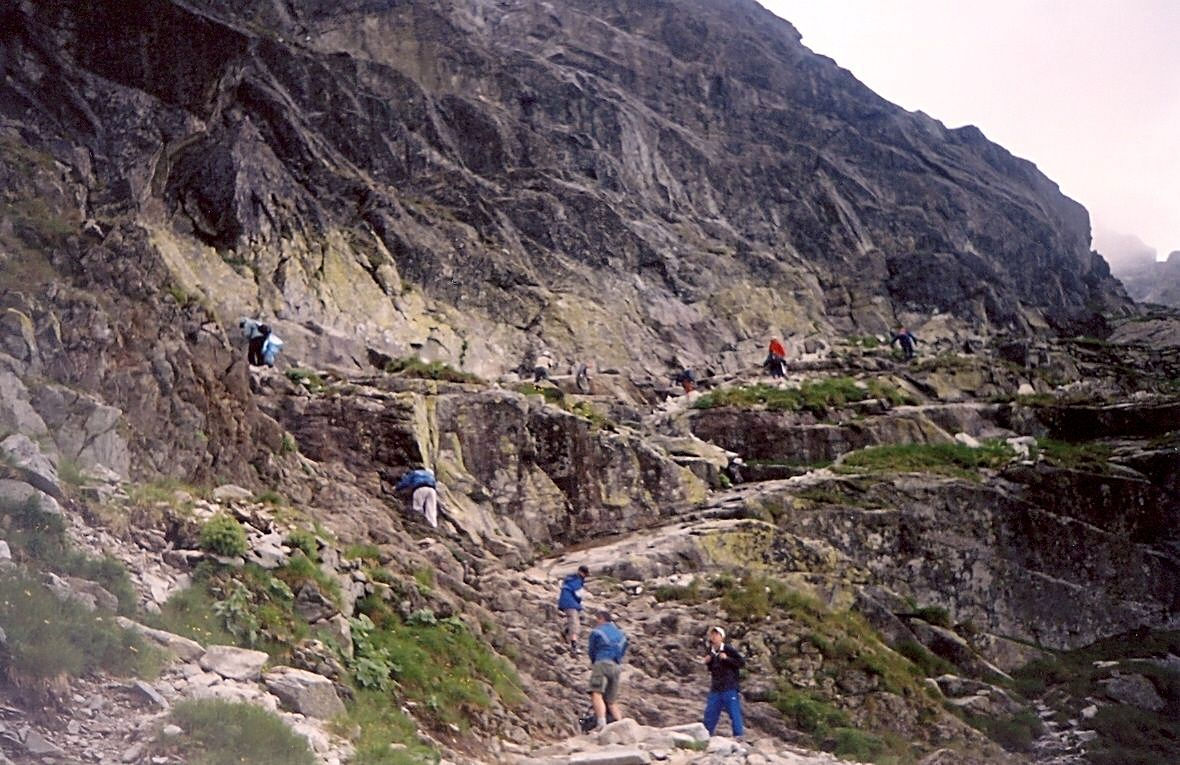
Cesta na Rysy
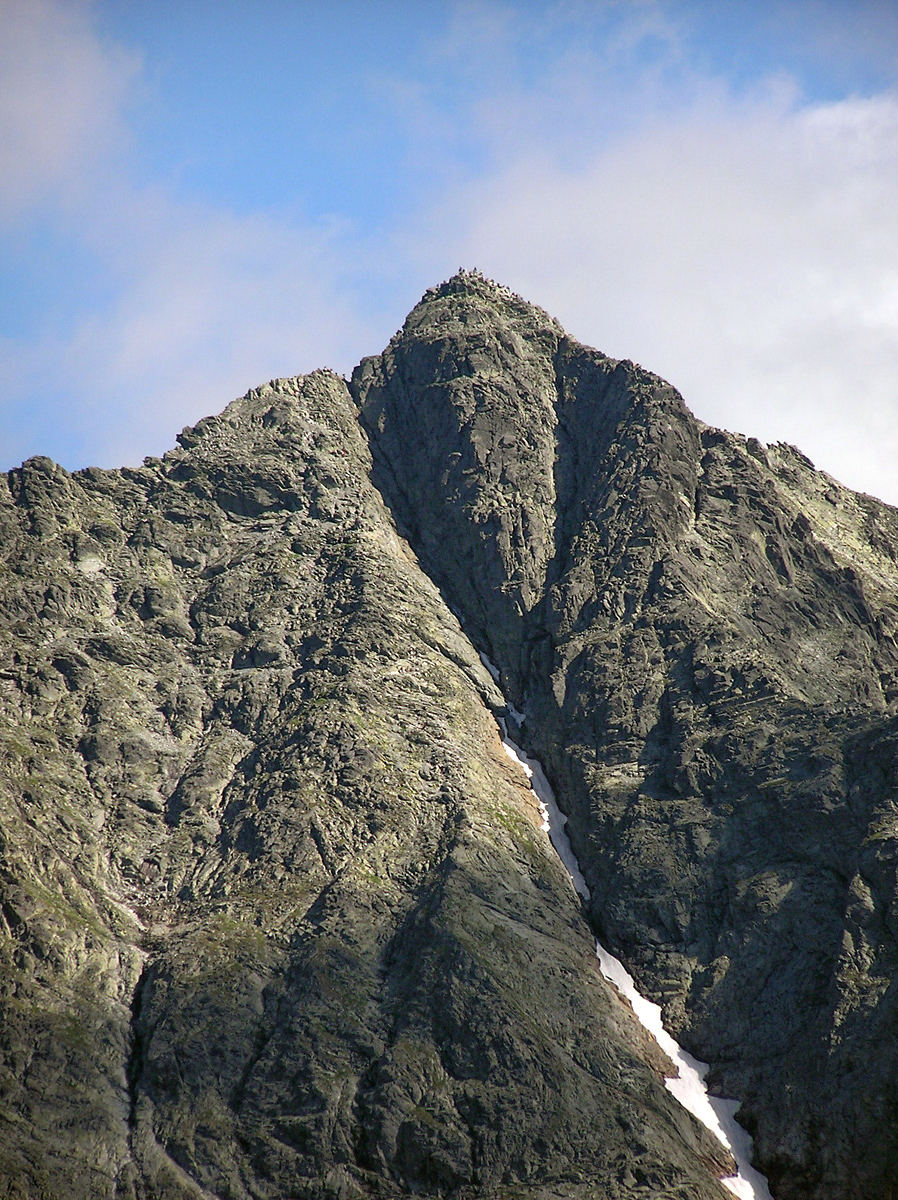
Rysy z Polska
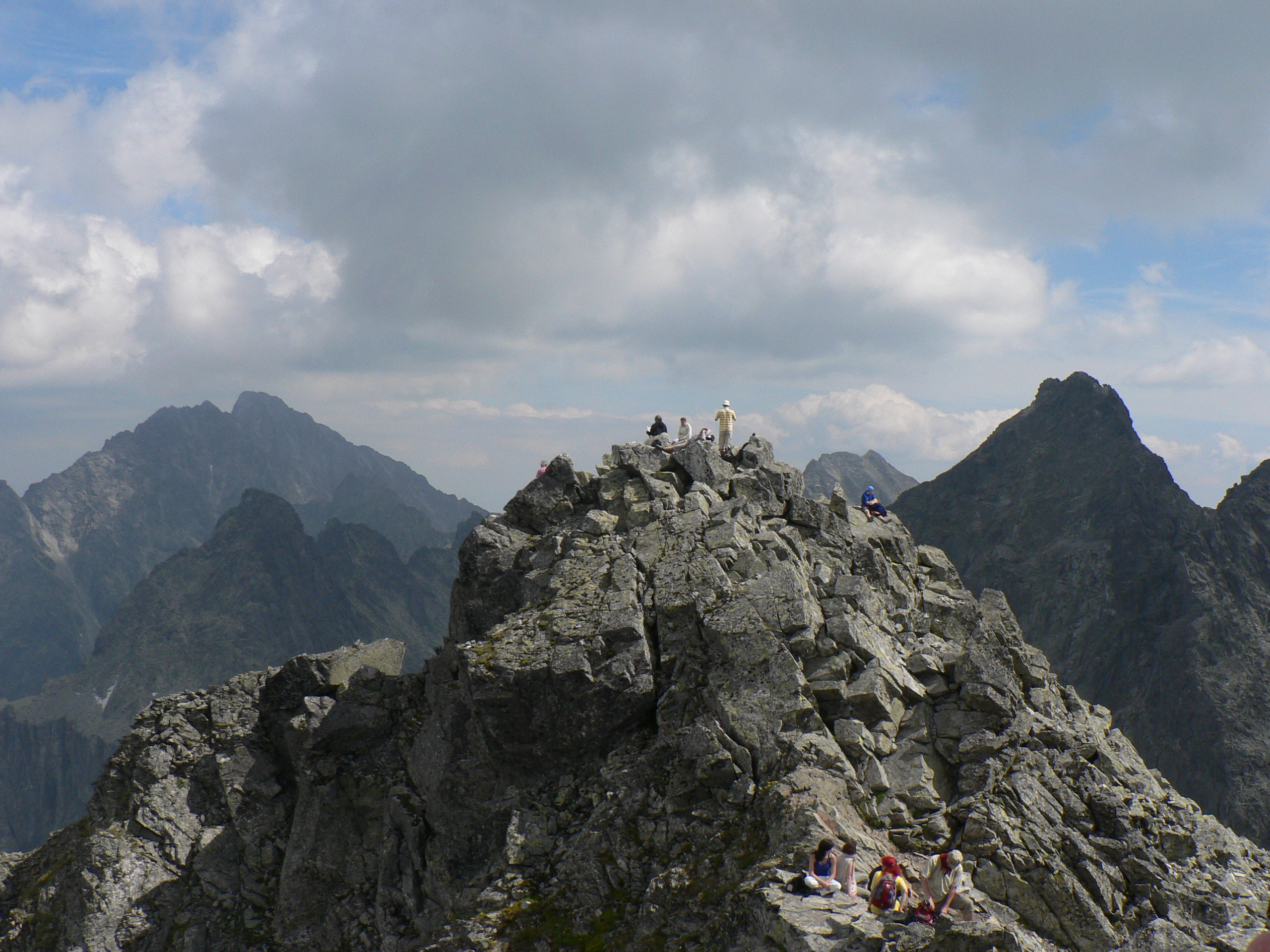
Slovenský vrchol hory Rysy (2503 m), i celých Tater
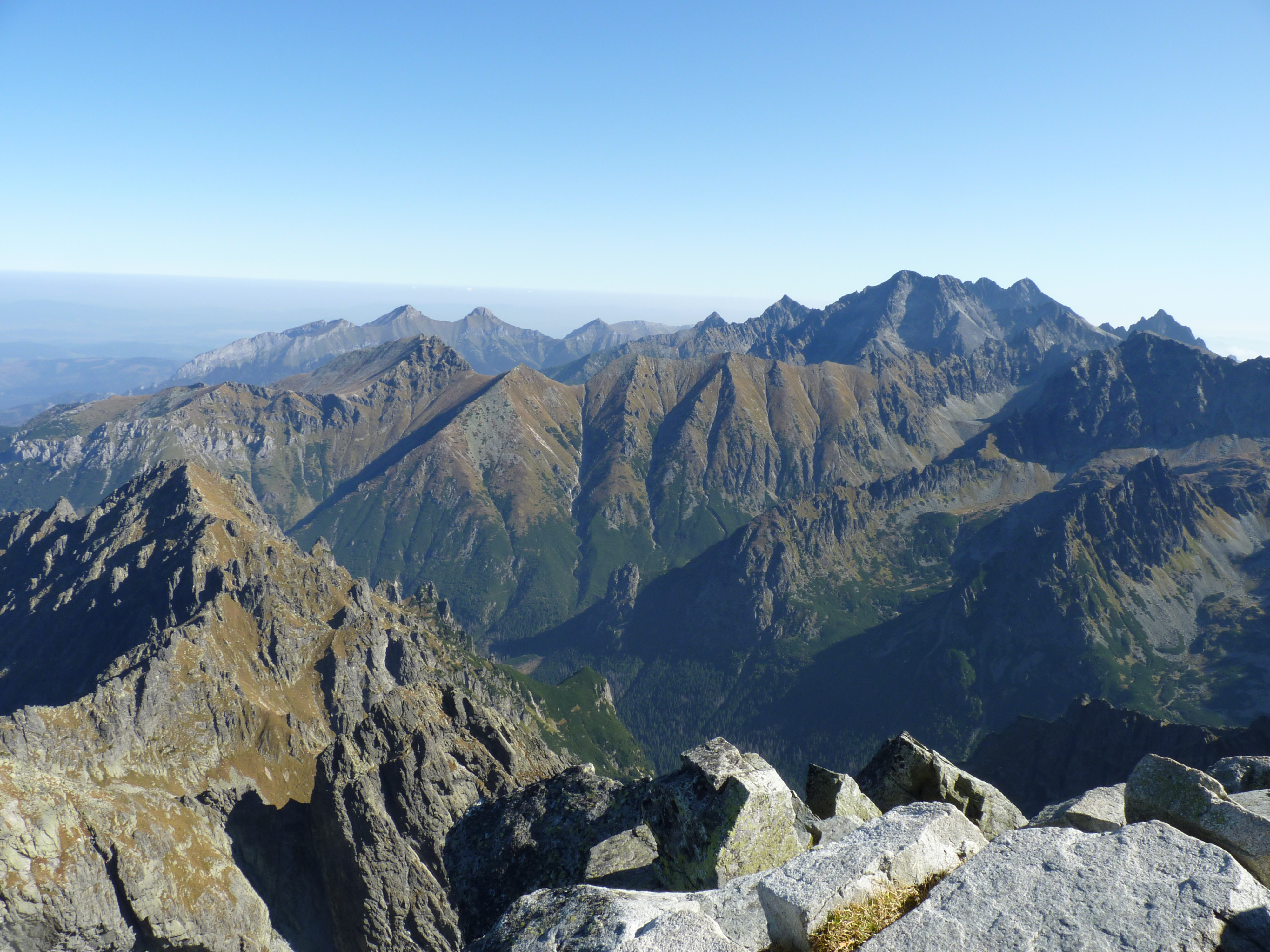
Výhled do Bielovodské doliny
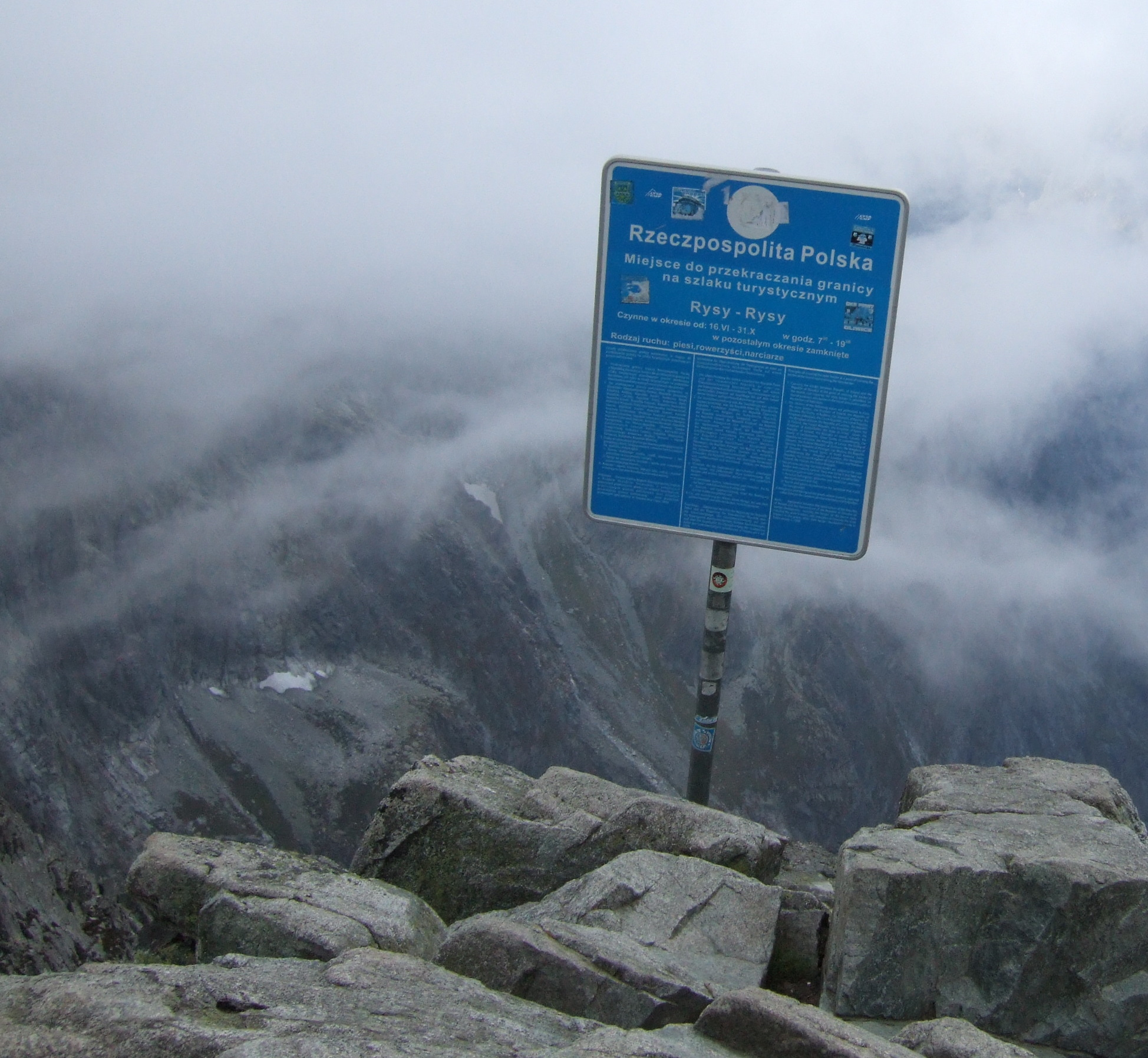
Bývalý hraniční přechod
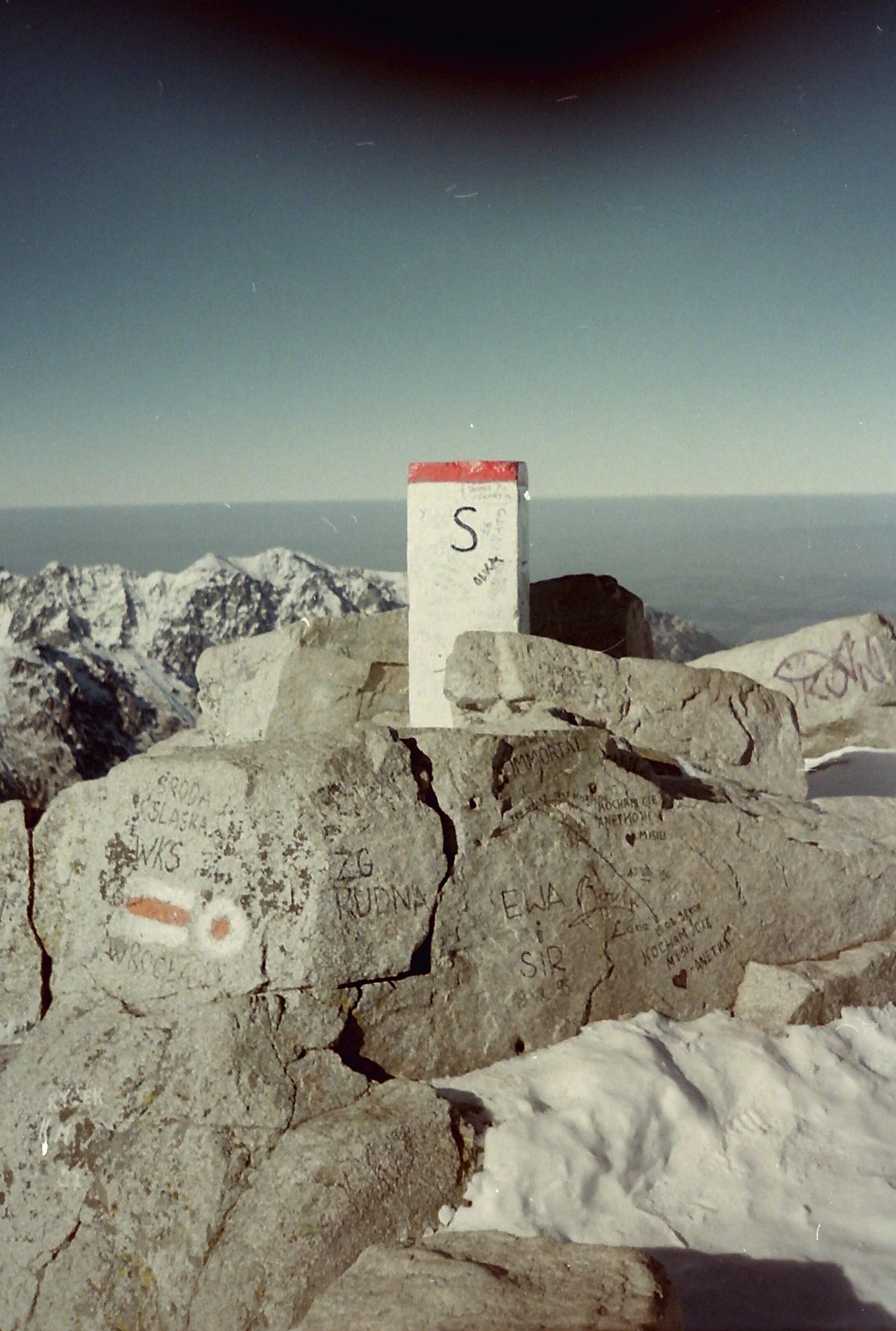
Hraniční kámen na hoře Rysy